# Michel Bernard
Michel Bernard (Sepmeries, 31 dicembre 1931 – Anzin, 14 febbraio 2019) è stato un mezzofondista e dirigente sportivo francese.

## Biografia
Partecipò a due edizioni dei Giochi olimpici: a Roma 1960 gareggiò sui 1500 e sui 5000 metri giungendo settimo in entrambe le competizioni; identico piazzamento fu conseguito sui 1500 m a Tokyo 1964.
Nel corso della sua carriera vinse complessivamente 9 titoli nazionali, fra 1500 metri (1955 e 1959), 5000 (1958, 1959, 1960 e 1962) e 10000 metri (1961, 1964 e 1965).
Fra il 1985 e il 1987 fu presidente della Federazione francese di atletica leggera.

## Palmarès
| Anno | Manifestazione  | Sede  | Evento     | Risultato | Prestazione | Note  |
| ---- | --------------- | ----- | ---------- | --------- | ----------- | ----- |
| 1960 | Giochi olimpici | Roma  | 1500 metri | 7º        | 3'41"5      | [ 4 ] |
| 1960 | Giochi olimpici | Roma  | 5000 metri | 7º        | 14'04"2     | [ 5 ] |
| 1964 | Giochi olimpici | Tokyo | 1500 metri | 7º        | 3'41"2      | [ 6 ] |